# 国際標準化機構が定める国際標準一覧 (ISO 12000 から ISO 12999 まで)
ISO 11000 から ISO 11999 まで - 国際標準化機構が定める国際標準一覧 - ISO 13000 から ISO 13999 まで
- ISO 12000 プラスチック/ラバー - ポリマー水性分散液及びゴムラテックス(天然及び合成) - 定義及び試験方法の概括
- ISO 12001 音響学 - 機械及び装置によって放出される雑音 - 雑音試験コードの原案作成及び提出に関する規則
- ISO 12003 農業及び林業用トラクタ - 狭軌ホイールトラクタの転倒防止構造
- ISO 12004 金属材料 - シート及びストリップ - 成形加工限界曲線の決定
- ISO 12005 レーザ及びレーザ関連機器 - レーザビームパラメタの試験方法 - 偏光
- ISO 12006 建築構造 - 建設工事に関する情報の構成
- ISO 12013 自由減衰振動法（FDOM)を用いた塗料、ワニスの硬化、物性の評価方法
- ISO 12017 プラスチック - ポリ(メチルメタクリル酸塩)ダブル及びトリプルスキンシート - 試験方法
- ISO 12020 水質 - アルミニウムの定量 - 原子吸光法
- ISO 12021 文書管理 - 機械読取可能書式 - ユーザフレンドリな最適設計及び電子文書管理システム(EDMS)
- ISO 12029 文書管理 - 機械読取可能書式 - ユーザフレンドリな最適設計及び電子文書管理システム(EDMS)
- ISO 12030 タバコ及びタバコ製品 - ケース内のストリップ密度の変動率の非破壊測定 - イオン放射法
- ISO/TR 12031 マイクログラフィックス - 劣化の証拠のための銀 - ゼラチンマイクロフォームの検査
- ISO/TR 12033 文書管理 - エレクトロニックイメージング - 文書画像圧縮方法の選択の指針
- ISO/TR 12036 マイクログラフィックス - マイクロフォーム上の記録の消去、削除、訂正又は修正
- ISO/TR 12037 エレクトロニックイメージング - 追記光媒体上に記録された情報の消去の推奨
- ISO 12039 固定発生源エミッション - 一酸化炭素、二酸化炭素及び酸素の定量 - 自動測定装置の性能特性及び校正
- ISO 12040 グラフィック技術 - 印刷及び印刷インク - ろ過キセノンアーク光を使用する耐光性の評価
- ISO/IEC 12042 情報技術 - 情報交換のためのデータ圧縮 - 2進算術符号化アルゴリズム
- ISO 12044 転がり軸受 - 単列アンギュラ玉軸受 - 外輪正面側の面取寸法
- ISO 12046 同期ベルトドライブ - 自動ベルト - 物理特性の評価
- ISO 12048 包装 - 包装貨物試験方法 - 圧縮試験機を使う圧縮及び積重ね試験
- ISO 12052 保健情報科学 - ワークフロー及びデータ管理を含む医学におけるデジタル画像及びコミュニケーション(DICOM)
- ISO 12056 航空機 - 大型航空機用自走式乗客階段 - 機能要求事項
- ISO 12058 プラスチック - 落球粘度計を使用する粘度の測定方法
- ISO/IEC ISP 12062 情報技術 - 国際標準化プロファイルAMH2n - メッセージ通信処理システム - 個人間メッセージ通信
- ISO/IEC ISP 12069 情報技術 - 国際標準化プロファイルADFnn - 文書格納及び検索(DFR)
- ISO/IEC ISP 12072 情報技術 - 国際標準化プロファイルFDI5 - ディレクトリデータ定義 - ディレクトリのVT使用
- ISO 12076 鋼製ワイヤロープ
- ISO 12078 無水乳脂肪 - 気液クロマトグラフィーによるステロール配合の定量(参照方法)
- ISO 12080 脱脂粉乳 - ビタミンAの定量
- ISO 12081 牛乳 - カルシウムの定量 - 滴定法
- ISO 12082 プロセスチーズ及びプロセスチーズ製品 - 追加されたクエン酸塩乳化剤及びクエン酸で表される酸性化・pH調整剤の含有量*の計算
- ISO 12083 情報及びドキュメンテーション - 電子原稿の作成及び組み指定(ディスクXPとともに、ディスクXL上に紙コピーの価格コードも存在)
- ISO 12085 製品の幾何特性仕様(GPS) - 表面性状：輪郭曲線方式 - モチーフパラメタ
- ISO 12086 プラスチック - ふっ素ポリマーディスパージョン及び成形及び押出材料
- ISO/IEC 12087 情報技術 - コンピュータグラフィックス及び画像処理 - 画像処理及び交換(IPI) - 機能仕様
- ISO/IEC 12088 情報技術 - コンピュータグラフィックス及び画像処理 - 画像処理及び交換 - 応用プログラムインタフェース言語結合
- ISO/IEC 12089 情報技術 - コンピュータグラフィックス及び画像処理 - 画像交換機能群(IIF)のための符号化
- ISO 12091 構造化壁熱可塑性プラスチック管 - 加熱炉試験
- ISO 12097 路上走行車 - エアバッグ部品
- ISO 12098 路上走行車 - けん引車両とトレーラ間の電気的接続用のコネクタ - 24 Vの公称電源電圧をもつ車両用の15極コネクタ -
- ISO 12099 飼料、穀物及び製粉製品 - 近赤外線分光分析の適用の指針
- ISO 12100 機械類の安全性 - 設計の一般原則 - リスクアセスメント及びリスク低減
- ISO 12103 路上走行車 - フィルタ評価のための試験粉じん
- ISO/TS 12104 路上走行車 - ギアシフトパターン - エネルギーアシステッドギアチャンジ装置付き手動変速装置及び手動ギアシフトモードの自動変速装置
- ISO 12106 金属材料 - 疲労試験 - 軸方向ひずみ制御方法
- ISO 12107 金属材料 - 疲労試験 - 統計的計画及びデータ分析
- ISO 12108 金属材料 - 疲労試験 - 疲労亀裂
- ISO/IEC 12119 情報技術 - ソフトウェアパッケージ - 品質要求事項及び試験[1]
- ISO 12122 木造構造物 - 特性値の決定
- ISO 12124 音響学 - 補聴器の実耳音響特性の測定手順
- ISO 12127 耐熱及び耐火衣服 - 保護衣服又は構成材料を通した接触電熱の求め方
- ISO 12131 ラジアル軸受 - 定常条件下の流体式ラジアルスラストパド軸受
- ISO 12132 滑り軸受 - 薄肉半軸受の品質保証 - 設計FMEA
- ISO/IEC 12139 情報技術 - 電気通信及びシステム間の情報交換 - パワーラインコミュニケーション(PLC) - 高速PLC媒体アクセス制御(MAC)及び物理層(PHY)
- ISO 12140 農業機械 - 農業用トレーラ及び被けん引装置 - ドローバジャッキ
- ISO/PAS 12158 路上走行車 - 制動システム - 温度の測定方法
- ISO 12161 路上走行車 - 自動車と被けん引車の耐久ブレーキシステム - 試験手順
- ISO 12162 圧力用途の管及び管継手用熱可塑性プラスチック - 分類、呼称及び設計係数
- ISO 12167 ラジアル軸受 - 定常条件下の排水溝付き油圧ラジアルジャーナル軸受
- ISO 12169 酸化ニッケル - ニッケルの定量 - 電解重量法
- ISO 12170 ガス溶接装置 - 溶接及び類似プロセス用熱可塑性ホース
- ISO 12175 宇宙データ及び情報転送システム - 標準書式データ単位 - 構造及び構成規則
- ISO 12176 プラスチック管及び管継手 - 溶融接続ポリエチレン系統用の装置
- ISO 12179 製品の幾何特性仕様(GPS) - 表面性状；輪郭曲線方式 - 触針式(スタイラス)測定器の校正
- ISO/TS 12180 製品の幾何特性仕様(GPS) - 円筒度
- ISO/TS 12181 製品の幾何特性仕様(GPS) - 真円度
- ISO/IEC 12182 情報技術 - ソフトウェアの分類[2]
- ISO 12193 動植物の油脂 - 直接黒鉛炉原子吸光法による鉛の定量
- ISO 12194 葉タバコ - 除骨葉の寸法測定方法
- ISO 12200 用語のコンピュータ応用 - 機械可読用語変換形式(MARTIF) - 取決変換
- ISO 12205 石油製品 - 中留出物 - 中留出物燃料の酸化安定性の求め方
- ISO/IEC 12207 システム及びソフトウェア工学 - ソフトウェアライフサイクルプロセス
- ISO 12209 高圧ガス容器 - 呼吸可能な圧縮空気用ガス容器弁用の出口接続
- ISO 12210 クレーン - 稼動中及び非稼動中の逸走防止装置
- ISO 12215 小型船舶 - 船体構造及び材料寸法
- ISO 12217 小型船舶 - 安定性及び浮力の評価
- ISO 12219 路上走行車の車内空気
- ISO 12224 ソリッド及びフラックス入りはんだワイヤ - 仕様及び試験方法
- ISO 12228 動植物の油脂 - 個別のステロール及び全ステロールの定量 - ガスクロマトグラフ法
- ISO 12231 写真 - 電子スチルカメラ - 用語集
- ISO 12233 写真 - 電子スチルイメージング - 解像度の測定方法
- ISO 12234 電子スチールイメージング - リムーバブルメモリ
- ISO 12240 球面滑り軸受
- ISO 12241 建築機器及び工業設備の断熱 - 計算規則
- ISO 12243 天然ゴムラテックス製医用手袋 - 改良ローリー法による水抽出性たん白質の定量
- ISO/IEC 12246 情報技術 - 情報交換のための8 mm幅磁気テープカートリッジデュアルアジマス書式 - らせん走査録音
- ISO/IEC 12247 情報技術 - 情報交換のための3.81 mm幅磁気テープカートリッジ - らせん走査録音 - 60 mm及び90 mmテープを使用するDDS書式
- ISO/IEC 12248 情報技術 - 情報交換のための3.81 mm幅磁気テープカートリッジ - らせん走査録音 - 60 mm及び90 mmテープを使用するDATA/DAT-DC書式
- ISO 12258 宇宙航行体 - 縮小フランジ付12ポイント頭、通常又はピッチ円直径シャンク、長MJねじ、金属材料、被覆又は非被覆、1,275 MPa以下の強度等級ボルト - 寸法
- ISO 12260 宇宙航行体 - なべ頭、内オフセット十字形リブ付又は非リブドライブ、段付シャンク、中MJねじ、金属材料、被覆又は非被覆、1,100 MPa以下の強度等級ねじ - 寸法
- ISO 12261 宇宙航行体 - なべ頭、内オフセット十字形リブ付又は非リブドライブ、ピッチ円直径シャンク、長MJねじ、金属材料、被覆又は非被覆、1,100 MPa以下の強度等級ねじ - 寸法
- ISO 12268 宇宙航行体 - 六角、平、短、短対辺距離、MJねじ付ナット。分類：450 MPa(周囲温度時)/425℃、600 MPa(周囲温度時)/235℃、600 MPa (周囲温度時)/315℃、600 MPa(周囲温度時)/650℃、600 MPa (周囲温度時)/235℃、900 MPa(周囲温度時)/235℃、900 MPa (周囲温度時)/730℃及び1,100 MPa(周囲温度時)/600℃ - 寸法
- ISO 12272 宇宙航行体 - アンカ、戻り止め、フローティング、2ラグ、増分座くぐりフライス、MJねじ付ナット。分類：900 MPa (周囲温度時)/235℃、900 MPa (周囲温度時)/315℃及び900 MPa (周囲温度時)/424℃ - 寸法
- ISO 12280 宇宙航行体 - 戻り止めバレルナット用スプリング、板金リテーナ - 寸法
- ISO 12281 宇宙航行体 - 固定、100度標準皿頭、金属材料、表面処理又は無表面処理リベット - 寸法
- ISO 12288 宇宙航行体 - リベット、ニッケル合金製 - 調達仕様書
- ISO 12289 航空宇宙 - リベット、むく、耐食鋼製 - 調達仕様書
- ISO 12302 ラジアル軸受 - 品質特性 - 統計的プロセス管理(SPC)
- ISO 12308 ラジアル軸受 - 品質保証 - サンプルタイプ - 定義、適用及び試験
- ISO/TR 12309 保健医療情報 - 専門用語開発組織のための指針
- ISO 12315 アルミニウムの製造に主として使用される酸化アルミニウム-溶解炉等級アルミニウムのAl203含有量の計算方法
- ISO 12319 宇宙航行体 - "P"(ループ型)クランプ - 調達仕様書
- ISO 12353 路上走行車 - 交通事故の分析
- ISO 12364 二輪オートバイ - アンチロック装置(ABS) - 試験及び測定方法
- ISO 12402 一人用浮漂用具
- ISO 12406 表面化学分析 - 二次イオン質量分析法 - シリコン内のヒ素の深さ方向分析法
- ISO 12460 木材ベースパネル - ホルムアルデヒド放出の求め方
- ISO/TR 12470 耐火試験 - 結果の応用及び拡張の指針
- ISO/TR 12471 計算構造火災設計 - 計算モデルの見直し、入力材料データの決定のための火災試験及びさらなる開発のためのニーズ
- ISO 12472 木製ドアアセンブリの耐火性 - 膨張性シールの効果の判定方法
- ISO 12473 海水における電気防食の一般原則
- ISO 12474 メートル細目ねじ用六角穴付きスクリュー
- ISO 12478 クレーン - 整備規程
- ISO 12485 タワークレーン - 安定性要求事項
- ISO 12488 クレーン - 車輪並びに横行及び走行軌道の許容誤差 - 第4部：ジブクレーン
- ISO 12494 構造物の大気着氷
- ISO 12500 圧縮空気用フィルタ - 試験方法
- ISO 12509 土工機械 - 照明、信号、車幅などの灯火及び反射器
- ISO 12510 土工機械 - 運転及び保守 - 保守性の指針
- ISO 12511 土工機械 - アワメータ
- ISO 12540 建築用ガラス - 強化ソーダ石灰安全ガラス
- ISO 12543 建築用ガラス - 合わせガラス及び合わせ安全ガラス
- ISO 12570 建築物材料及び製品の耐温湿性能 - 高温乾燥による水分の求め方
- ISO 12578 木造構造物 - 集成材 - 構成材の性能及び生産要求事項
- ISO 12579 木造構造物 - 集成木材 - 接着層のせん断強さの試験方法
- ISO 12580 木造構造物 - 集成木材 - 接着層の層間はく離の試験方法
- ISO 12604 航空機のグラウンドハンドリング - 受託手荷物
- ISO 12611 映画 - 35 mmアナログ磁気フィルムマスタの国際的交換において使用するためのオーディオヘッドトーン - 仕様及び場所
- ISO 12614 路上走行車 - 液化天然ガス(LNG)燃料系統部品
- ISO 12615 専門用語編纂のための書誌学的資料及び出典識別子
- ISO 12616 翻訳志向の専門辞書作成法
- ISO 12619 路上走行車 - 圧縮ガス状水素(CGH2)及び水素/天然ガス混合燃料システムコンポネント
- ISO 12620 用語及びその他の言語並びにコンテントリソース - データカデゴリの仕様及び言語リソースのためのデータカテゴリレジストリのマネジメント[3]
- ISO 12628 建築施設及び工業設備の断熱製品 - 予備成形管断熱の寸法、矩形性及び直線性の求め方
- ISO 12634 グラフィック技術 - 回転タックメータによるペーストインク及び展色剤の粘着性の求め方
- ISO 12635 グラフィック技術 - オフセット印刷用板 - 寸法
- ISO 12636 グラフィック技術 - オフセット印刷用ブランケット
- ISO 12637 グラフィック技術 - 用語集
- ISO 12639 グラフィック技術 - プリプレスデジタルデータ交換 - 画像技術のためのタグイメージファイル形式(TIFF/IT)
- ISO 12640 グラフィック技術 - プリプレスデジタルデータ交換
- ISO 12641 グラフィック技術 - プリプレスデジタルデータ交換 - 入力走査器校正のための色目標
- ISO 12643 グラフィック技術 - グラフィック技術機器及びシステムの安全要求事項[3]
- ISO 12645 グラフィック技術 - プロセス制御 - 透過濃度計の不透明領域校正のための標準物質
- ISO 12646 グラフィック技術 - カラープルーフィング用ディスプレｲ - 特性及び視覚条件
- ISO 12647 グラフィック技術 - ハーフトーン色分解版の製造のためのプロセス制御
- ISO 12656 マイクログラフィックス - アパチャカード上のバーコードの使用
- ISO/TR 12662 PC鋼の認証方式
- ISO 12683 亜鉛の機械的溶着被覆 - 仕様及び試験方法
- ISO 12706 非破壊試験 - 浸透探傷試験 - 用語
- ISO 12713 非破壊試験 - アコースティック・エミッション検査 - 変換子の一次校正
- ISO 12716 非破壊試験 - アコースティック・エミッション検査 - 用語
- ISO 12732 金属及び合金の腐食 - 二重ループ法を用いた電気化学的再活性化率測定(チガル法による)
- ISO 12740 鉛硫化精鉱 - 金及び銀の定量方法 - 焼熔法又は灰吹法による乾式分析法及びフレーム原子吸光分析法
- ISO 12756 図面及び筆記具 - ボールペン及び水性ボールペン - 用語集
- ISO 12757 ボールペン及び替芯
- ISO/TR 12764 暗きょにおける液体の流れの測定 - 満水で流れる円形断面の導水路に挿入した渦巻流量計による流量測定
- ISO 12772 試験室ガラス容器 - 使い捨てマイクロヘマトクリット毛細管
- ISO/TR 12773 ヘルスサマリ記録のビジネス要求事項
- ISO 12775 通常大量生産ガラス組成の種類の手引及び試験方法
- ISO/TS 12781 製品の幾何特性仕様(GPS) - 平面度
- ISO/IEC 12785 情報技術 - 学習、教育及び訓練 - コンテントパッケージング
- ISO 12789 参照放射電磁界 - 作業環境模擬中性子場
- ISO 12795 核燃料技術 - 二酸化ウラン粉末及びペレット - 不純物補正を伴う重量法によるウラン及び酸素/ウラン比の測定
- ISO 12800 核燃料技術 - BET法による酸化ウラン粉体の比表面積
- ISO 12812 勘定系システム - モバイル金融サービス
- ISO 12819 電池式時計の電池寿命の評価方法
- ISO 12844 原料光学ガラス - ダイヤモンドペレットによる被研磨性 - 試験方法及び分類
- ISO 12858 光学及び光学計器 - 測地計器の補助計器
- ISO/IEC TR 12860 情報技術 - システム間の電気通信及び情報交換 - 次世代企業ネットワーク(NGCN) - 一般
- ISO/IEC 12862 情報技術 - 複層(DVD-R又はDL)のための120 mm (片面8.54ギガバイト)及び80 mm (片面2.66ギガバイト) DVD記録ディスク
- ISO 12863 紙巻きタバコの着火傾向を評価するための標準試験方法
- ISO 12864 眼光学 - コンタクトレンズ - 散乱光の測定方法
- ISO 12865 眼光学機器 - 検影器
- ISO/PAS 12868 製品の幾何特性仕様(GPS) - 三次元座標測定機(CMM)：単一針接触探査システムによるCMMの性能試験[3]
- ISO 12870 眼光学機器 - 眼鏡枠 - 一般要求事項及び試験方法
- ISO 12871 オリーブオイル及びオリーブポマスオイル - 毛細管ガスクロマトグラフィによる脂肪族アルコール含有量の測定
- ISO 12890 水質 - 淡水魚の幼魚への毒性の定量 - 半静的法
- ISO 12891 外科用インプラントの摘出及び解析
- ISO 12900 硬質炭 - 摩損性の測定方法
- ISO 12917 石油及び液化石油製品 - 水平な円筒形タンクの校正
- ISO 12922 潤滑油、工業油及び関連製品(クラスL) - ファミリH(油圧系統) - HFAE、HFAS、HFB、HFC、HFDR、HFC、HFDR及びHFDUカテゴリの仕様
- ISO 12944 塗料及びワニス - 防食塗装系による鋼構造物の防錆法
- ISO 12947 織物 - マーチンデール法による布の耐摩耗性の求め方
- ISO 12952 織物 - 寝具の着火性の評価
- ISO 12963 ガス分析 - 1及び2点校正に基づくガス混合物の組成の定量のための比較方法
- ISO 12966 動物性及び植物性脂肪並びに油脂 - 脂肪酸メチルエステルのガスクロマトグラフィ[3]
- ISO 12968 建築用断熱製品 - 外断熱複合材料システム(ETICS)の引離し抵抗の求め方(フォームブロック試験)
- ISO 12977 アルミニウム生産に使用するための炭質材料 - 電極用ピッチ - 揮発性物質の定量
- ISO 12987 アルミニウム製造用炭素質物質 - 陽極、陰極ブロック、サイドウォールブロック及び焼ラミングペースト - 比較法を用いた熱伝導率の測定
- ISO 12988 アルミニウム生産に使用するための炭質材料 - 焼成陽極 - 二酸化炭素に対する反応度の求め方
- ISO 12989 アルミニウム生産に使用するための炭質材料 - 焼成陽極及び側壁ブロック - 空気に対する反応度の求め方
- ISO 12992 プラスチック - フィルム及びシートの垂直火炎伝ぱの求め方